# Graeme Dott
Graeme Dott (Larkhall, 12 maggio 1977) è un giocatore di snooker scozzese.

## Carriera
Soprannominato The Pocket Dynamo, Dott è diventato professionista nel 1994.
Si è fatto strada in patria raggiungendo la finale dello Scottish Open nel 1999 perdendo contro il suo connazionale Stephen Hendry per 9-1. Nello stesso anno realizzò al British Open il suo primo 147 in carriera.
Nel 2004 raggiunge la prima finale in carriera al Mondiale, perdendo 18-8 contro Ronnie O'Sullivan.
Nel 2006 ha vinto il campionato mondiale. Nel Ranking mondiale ha raggiunto la seconda posizione nella stagione 2007-2008.
È di nuovo in finale nel Campionato mondiale 2010 ma perde contro Neil Robertson.
Negli anni successivi Dott perde quattro finali su quattro giocate tra cui due valevoli per il Ranking, ovvero quelle del German Masters 2018 e dello Shoot-Out dello stesso anno. Nel 2020 arriva in finale al World Grand Prix, venendo poi battuto da Robertson.

## Ranking
| Stagione  | Ranking iniziale | Ranking finale |
| --------- | ---------------- | -------------- |
| 1994-1995 | Non classificato | 190            |
| 1995-1996 | 190              | 58             |
| 1996-1997 | 58               | 33             |
| 1997-1998 | 33               | 30             |
| 1998-1999 | 30               | 25             |
| 1999-2000 | 25               | 19             |
| 2000-2001 | 19               | 14             |
| 2001-2002 | 14               | 12             |
| 2002-2003 | 12               | 13             |
| 2003-2004 | 13               | 15             |
| 2004-2005 | 15               | 13             |
| 2005-2006 | 13               | 6              |
| 2006-2007 | 6                | 2              |
| 2007-2008 | 2                | 13             |
| 2008-2009 | 13               | 28             |
| 2009-2010 | 28               | 13             |
| 2010-2011 | 13               | 10             |
| 2011-2012 | 10               | 13             |
| 2012-2013 | 13               | 12             |
| 2013-2014 | 12               | 15             |
| 2014-2015 | 17               | 18             |
| 2015-2016 | 18               | 24             |
| 2016-2017 | 24               | 30             |
| 2017-2018 | 20               | 22             |
| 2018-2019 | 22               | 22             |
| 2019-2020 | 22               | 21             |
| 2020-2021 | 21               | 18             |
| 2021-2022 | 18               |                |

### Maximum breaks: 1
| N° | Anno | Competizione | Avversario | Note  |
| -- | ---- | ------------ | ---------- | ----- |
| 1  | 1999 | British Open | David Roe  | [ 3 ] |

## Tornei vinti

### Titoli Non-Ranking: 1
| Titoli Ranking      | Titoli Ranking | Titoli Ranking | Titoli Ranking |
| ------------------- | -------------- | -------------- | -------------- |
| Competizione        | Anno           | Avversario     | Note           |
| Campionato mondiale | 2006           | Peter Ebdon    | [ 5 ]          |
| China Open          | 2007           | Jamie Cope     | [ 12 ]         |

| Titoli Non-Ranking             | Titoli Non-Ranking | Titoli Non-Ranking | Titoli Non-Ranking |
| ------------------------------ | ------------------ | ------------------ | ------------------ |
| Competizione                   | Anno               | Avversario         | Note               |
| World Series of Snooker Berlin | 2008               | Shaun Murphy       | [ 13 ]             |

## Finali perse

### Titoli Non-Ranking: 4
| Titoli Ranking      | Titoli Ranking | Titoli Ranking                     | Titoli Ranking |
| ------------------- | -------------- | ---------------------------------- | -------------- |
| Competizione        | Anno           | Avversario                         | Note           |
| Campionato mondiale | 2004 - 2010    | Ronnie O'Sullivan - Neil Robertson | [ 4 ] [ 7 ]    |
| Scottish Open       | 1999           | Stephen Hendry                     | [ 2 ]          |
| British Open        | 2001           | John Higgins                       | [ 14 ]         |
| Malta Cup           | 2005           | Stephen Hendry                     | [ 15 ]         |
| German Masters      | 2018           | Mark Williams                      | [ 8 ]          |
| Shoot-Out           | 2018           | Michael Georgiou                   | [ 9 ]          |
| World Grand Prix    | 2020           | Neil Robertson                     | [ 10 ]         |

| Titoli Non-Ranking             | Titoli Non-Ranking | Titoli Non-Ranking | Titoli Non-Ranking |
| ------------------------------ | ------------------ | ------------------ | ------------------ |
| Competizione                   | Anno               | Avversario         | Note               |
| World Series of Snooker Prague | 2009               | Jimmy White        | [ 16 ]             |
| Brazil Masters                 | 2011               | Shaun Murphy       | [ 17 ]             |
| Shoot-Out                      | 2012               | Barry Hawkins      | [ 18 ]             |
| Championship League            | 2019-2020          | Scott Donaldson    | [ 19 ]             |

- Players Tour Champioship: 1 (Sheffield Open 2011)
- European Tour: 1 (FFB Open 2013)

## Vita privata
È sposato con Elanie Lombie ed ha un figlio, nato nel 2004. È tifoso del Rangers Football Club.